# Argišti I.
Argišti I.  (armensko Արգիշտի Ա, latinizirano: Argišti I) je bil šesti znani kralj Urartuja, ki je vladal od 786 pr. n. št. do 764 pr. n. št. Leta 782 pr. n. št. je zgradil citadelo  v Erebuni v sedanji armenski prestolnici Erevanu, * okoli 827 pr. n. št., † okoli 764 pr. n. št.
Bil je sin kralja Menue Urartskega in nadaljeval osvajanja, ki so jih začeli njegovi predhodniki. Sodeloval je v številnih neuspešnih konfliktih za asirskim kraljem Šalmaneserjem IV. Osvojil je severi del Sirije in iz Urartuja naredil najmočnejšo državo v post-hetitskem Srednjem vzhodu. Svoje kraljestvo je razširil tudi na ozemlje severno od jezera Sevan, osvojil večino Diaohe ob Črnem morju in Araratske doline. Leta 776 pr. n. št. je zgradil trdnjavi Erebuni in leta 776 pr. n. št. trdnjavo Argištihinili.
Nasledil ga je sin Sarduri II.
Jezikoslovci so prepričani, da je imelo ime Argišti indoevropsko (armensko) etimologijo. Primerjajo ga z armenskim  արեգ (Areg) – božanstvo sonca, frigijskim ΑΡΕJΑΣΤΙΝ (Arejastin) – epitet velike matere in starogrškim  αργεστής (argestes) -  sijajen, brilijanten, bel, svetel.